# 环己基环己烷
环己基环己烷是一种有机化合物，化学式为C12H22。它是无色液体，可由联苯的加氢反应制得。它在催化剂的存在下加热，可以发生催化脱氢反应，生成环己基苯和联苯。它和2.5%的氟气（氮气稀释）反应，生成油状的1-氟-1,1'-联环己烷。